# 佳林·库普曼斯
佳林·库普曼斯（荷蘭語：Tjalling Koopmans；1910年8月28日—1985年2月26日）是一名荷兰经济学家。

## 生平
1927年入烏特勒支大學，後認識經濟學家、數學家簡·丁伯根，科普曼斯相當欽佩其智識，因此搬往阿姆斯特丹向其學習數理經濟學。1936年得萊頓大學數理經濟學博士學位。1940年遷往美國居住，1946年入美國籍，任教於普林斯頓大學與芝加哥大學。1950年受聘為耶魯大學教授，其間完成其在凝聚態物理學的重大研究庫普曼斯定理。1975年获得诺贝尔经济学奖。